# عائشة بنت خلفان بن جميل
عائشة بنت خلفان بن جميل السيابية (1972م /1391 هـ) رئيسةً للهيئة العامة للصناعات الحرفية في عمان عام 2003.

## النشأة
ولدت عائشة في بلدة سمائل، لعائلة أنجبت أحد عشر طفلا هي أصغرهم. التحقت بجامعة السلطان قابوس، حيث درست الفنون وتخرجت عام 1995.

## الحياة المهنية
بعد الانتهاء من تعليمها، عملت خلفان كمدرسة. و في مارس 2003، أصدر سلطان عمان قابوس بن سعيد آل سعيد قرارًا بتعيين خلفان رئيسًا للهيئة العمانية العامة للصناعات الحرفية، هذه الوظيفة تعادل رتبة وزير بدون حقيبة، ومن ثم تعتبر أول وزيرة عمانية. وبهذا المرسوم، أصبحت عُمان أول دولة من دول مجلس التعاون الخليجي لديها وزيرة. 
تعد خلفان عضواً في المجلس التنفيذي لمنظمة المرأة العربية (AWO)، وترأست الوفد العماني في مؤتمر AWO 2016 حيث تم اختيار عمان كرئيس لمنظمة المرأة العربية حتى عام 2019.عملت أيضًا في مجلس أمناء جامعة نزوى وهي عضو مجلس إدارة في جمعية المرأة العمانية.